# Jan Klaassens
Pour les articles homonymes, voir Klaassens.
Jan Klaassens, né le 4 septembre 1931 à Venlo et mort le 12 février 1983 à Barlo, est un footballeur néerlandais.
Il évoluait au poste de milieu de terrain.

## Carrière
Jan Klaassens joue successivement dans les équipes suivantes : VVV Venlo, Feyenoord Rotterdam et de nouveau VVV Venlo.
Il dispute un total de 387 matchs au sein du championnat professionnel néerlandais, inscrivant 33 buts. Il réalise sa meilleure performance lors de la saison 1958-1959, où il inscrit 8 buts. Il joue également 14 matchs en Coupe d'Europe des clubs champions.
Il remporte avec le Feyenoord le championnat des Pays-Bas en 1961 et 1962, et atteint les demi-finales de la Coupe des clubs champions européens 1962-1963, en étant éliminé par le Benfica Lisbonne.
Il compte 57 sélections en équipe des Pays-Bas entre 1953 et 1963.
Il joue son premier match en équipe nationale le 7 mars 1953, en amical contre le Danemark (défaite 1-2 à Rotterdam). Il reçoit sa dernière sélection le 11 septembre 1963, contre le Luxembourg, dans le cadre des éliminatoires de l'Euro 1964 (match nul 1-1 à Amsterdam).
Le 4 octobre 1959, à Rotterdam, il inscrit son seul but en sélection, lors d'une rencontre amicale face à la Belgique. Les Néerlandais s'imposent sur le large score de 9-1. À six reprises, il est capitaine de la sélection néerlandaise, en 1956 et 1963.